# Wilfredo Stocks
Wilfredo A. Stocks (ur. 5 kwietnia 1883 w Nottingham, zm. 1977) – argentyński piłkarz, grający podczas kariery na pozycji napastnika.

## Kariera klubowa
Wilfredo Stocks urodził się w Nottingham, lecz jako dziecko wyemigrował z rodzicami do Argentyny. Podczas piłkarskiej kariery występował w klubie Quilmes Athletic, Rosario Central i Belgrano AC. Z Belgrano AC zdobył wicemistrzostwo Argentyny w 1904.

## Kariera reprezentacyjna
Jedyny raz w reprezentacji Argentyny Stocks wystąpił 21 października 1906 w wygranym 2-1 meczu z Urugwajem, który był pierwszą edycją Copa Newton.